# Giuseppe Baini

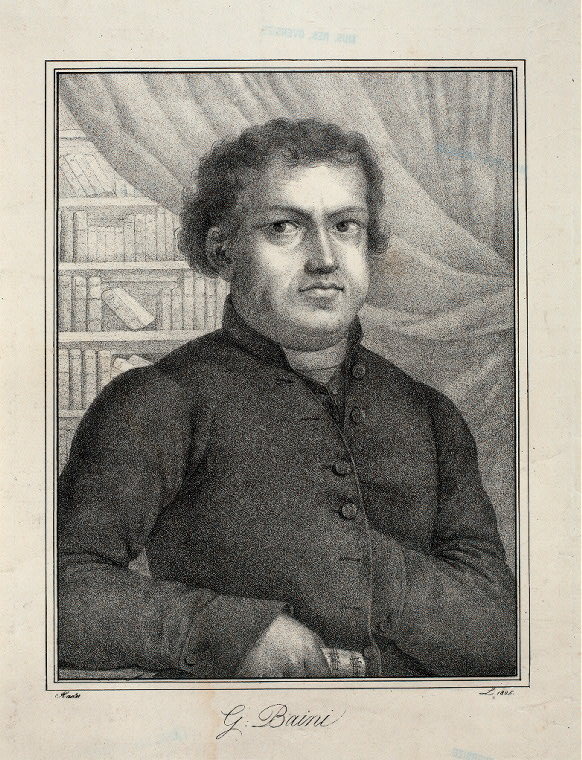
Giuseppe Baini.

Giuseppe Baini (Roma, 21 ottobre 1775 – Roma, 21 maggio 1844) è stato un compositore e musicologo italiano.

## Biografia
All'età di tredici anni entrò al Seminario Romano, dove studiò sotto Stefano Silveyra e nel 1795 fu ammesso nel coro della cappella papale. Dopo essere stato  ordinato sacerdote nel 1798, iniziò a studiare canto con Saverio Bianchini, un basso del coro, e contrappunto con Giuseppe Jannacconi; probabilmente fu anche allievo dell'organista Giovanni Battista Batti e dello zio Lorenzo Baini. Nel 1814 gli fu affidata la riorganizzazione dell'archivio della cappella papale e nel 1819 diventò camerlengo (amministratore generale) del collegio dei cantanti papali, posizione che tenne sino alla morte. Nel 1825 diventò esaminatore (ma non membro) della Congregazione di Santa Cecilia. Fu inoltre membro di molte accademie europee e insegnante di numerosi compositori e musicologi.
Baini fu con Jannacconi e altri uno degli ultimi rappresentanti della scuola romana. È ricordato principalmente per aver pubblicato un ampio numero dei lavori di Giovanni Pierluigi da Palestrina e soprattutto per il suo scritto più noto, Memorie storico-critiche della vita e delle opere di Giovanni Pierluigi da Palestrina, un trattato biografico e musicologico sul celebre compositore rinascimentale, nel quale sono anche contenute numerose informazioni su altri compositori sino ad allora sconosciuti.
La sua devozione per la chiesa cattolica romana la si può osservare anche nell'ambito politico: egli infatti fu difensore del Papato durante il suo conflitto con l'impero napoleonico e rifiutò completamente di prender parte alle riforme della Chiesa entro l'Impero.
Lasciò per testamento alla Biblioteca Casanatense la sua ricca raccolta di musiche e opere di teoria musicale dal XVI e XIX secolo, comprendente 197 manoscritti e 819 opere a stampa. La raccolta pervenne alla Casanatense nel 1844, alla morte di Baini, e vi è tuttora conservata..

## Scritti
- Dissertazione sopra i tuoni del canto gregoriano con l'aggiunta infine delle regole per gli istromenti ebdomadarj: scritta a maggior chiarezza per interrogazioni e risposte ad uso de' cappelani-cantori pontificj
- Regole circa il modo di cantare le Lezioni, le Lamentazioni ed i Capitoli, e di intuonare il canto gregoriano secondo lo stile osservato dai cappellani-cantori della Cappella pontificia: epilogate da uno de'cappellani suddetti l'anno 1806
- Breve notizia istorica e regole del contrappunto solito farsi da' Cantori pontificj nel cantare il canto gregoriano; e per incidenza, si tratta la questione se i cantori della Cappella giulia nella Basilica vaticana siano più antichi o almeno fosse immutuato il loro corpo per formare a parte li cappellani-cantori pontificj
- Mottetto a quatro cori del sig. maestro D. Marco Santucci premiato dall'Accademia Napoleone in Lucca, l'anno 1806 (1807)
- Difesa del solfeggiamento regolato dalla variazione de' tuoni, contro i partigiani delle mutazioni, del setticlave e dell'unica lettura (1808)
- Dimostrazione della preminenza del solfeggio con dodici monosillabi, sopra tutti gli altri sistemi di solfeggio (1808)
- L'artificio e le regole da osservarsi nel comporre tre sorte di canoni: 1° monotoni né quali la guida sia una sola parte; 2° monotoni né quali la guida sia in quattro parti; 3° sopra una sola riga (1808)
- Controversia musicale fra Giuseppe Baini, cappello-cantore pontificio ed i sig. esaminatori della vener. Congregazione de'musici de S. Cecilia di Roma insorta per i pubblico concorso delli 2 maggio 1809, in cui fu rimesso a nuoo esame il giovinetto Giuseppe Giovannini, alunno nella vener. pia Chiesa degli orfani (1809)
- Seconda Lettera … ai venerat. sig. Maestri esaminatori della Congregazione di S. Cecilia, sullo stesso soggetto
- Trattato della fuga sul canto fermo
- Risposta di Giuseppe Baini, cappellano-cantore pontificio all'opuscolo del sig. Maestro Giuseppe Rossi, impresso in Terni nel 1809, col titolo 'Alli intendenti di contropunto': opuscolo dove oltre la principal questione circa gli accordi da darsi alla scala, si dilucidano alcuni punti quanto interessanti altrettanto oscuri della scienza musica (1810)
- Saggio sopra l'identità de' ritmi musicale e poetico (1820, Firenze)
- Tentamen renovationis musicae harmonicae syllabico-rhythmicae, super cantu gregoriano, saeculo primo in ecclesia pervulgatae
- Memorie storico-critiche della vita e delle opere di Giovanni Pierluigi da Palestrina, cappellano-cantore, e quindi compositore della cappella pontificia, maestro di cappella delle basiliche Vaticana, Lateranense e Liberiana, detto il principe della musica (1828, Roma)
- Disquisizione sopra le note di canto delle sei sequenze o ritmi di Pietro Abelardo detti "Pianti"
- Risposta ai dubbj proposti al sig. Maestro Basily dal Maestro Catrufo con lettera dei 29 septembre 1843, da Londra
- Intorno alla creazione di una scuola di musica nella pia casa di lavoro detta "Delle terme Diocleziame"